# العظام الحادة، رعاة البقر، سحالي الرعدية
العضام الحادة ورعاة البقر وسحالي الرعدية: قصة إدوارد درينكر كوب وأثنييل تشارلز مارش والعصر الذهبي لعلم الحفريات تحكي الرواية قصة مصورة صدرت عام 2005 كتبها جيم أوتافياني ورسمتها شركة بيغ وايت آتيك. هي رواية خيالية عن حروب الأحافير، وهي فترة من التنقيب المُكثف والتَنظِير والتنافس في أواخر القرن التاسع عشر والتي أدت إلى فهم أكبر للديناصورات وحياة ما قبل التاريخ الأخُرى. تدور أحداث الرواية حول العالمين إدوارد درينكر كوب وأثنييل مارش أثناء خوضهما منافسة شديدة على المكانة والاكتشافات في غرب الولايات المتحدة. على طول الطريق، يتفاعل العلماء مع الشخصيات التاريخية من العصر المذهب، بما في ذلك بي تي بارنوم ويوليسيس إس جرانت.

## الاستقبال
لاقى الكتاب استحسانًا بشكل عام عند إصداره. أوصى كاتب الكتب الهزلية تود كلاين بالكتاب لقرائه، مُشيرًا إلى أن الرواية كانت قادرة على نقل أعماق التنافس بين كوب ومارش و"لا يسعنا إلا أن نتساءل كم كان من الممكن إنجاز المزيد لو كان كوب ومارش على استعداد فقط للعمل كفريق بدلاً من ذلك".  ركزت شكاوى كلاين على الفن الصارم وصعوبة التمييز بين بعض الشخصيات، لكنه قال إن هذه العيوب لم تؤثر على التدفق والقراءة.  وجدت جوانا كارلسون من كاريكاتير يستحق القراءة أن الرسالة المركزية للرواية "مسألة ما إذا كان الترويج شرًا لا بد منه (لجمع الأموال من خلال الاهتمام) أو رغبة دنيئة لدى ذوي الدوافع الخاطئة" لا تزال ذات صلة بمجتمع اليوم؛ أشاد كارلسون بتدفق الرواية وبعض التفاصيل المعقدة في القصة والمكان. أشاد المراجعون الآخرون بإدراج أوتافياني لشخصيات تاريخية بارزة،  والمشاعر التعليمية والمسلية في نفس الوقت للعمل، والأعمال الفنية التعبيرية. 

## الروابط الخارجية
- معاينة العظام الحادة ورعاة البقر والسحالي الرعدية في GT Labs